# Мадаен
Мадаен на персийски (مدائن), Ал-Мадаен на арабски (المدائن) или Махозе на арамейски (מחוזא) са названията на метрополния регион на Сасанидската империя. Мадаен се е разпростирал на територията на градовете Ктесифон и Селевкия, известни още от времето на партското царство. Названието Мадаен в превод означава „Градове“. В края на сасанидския период тук се намират административната столица на империята, зимният дом на монарха, резиденцията на еврейския екзиларх и седалището на католикоса на християнската църква на Изтока. Мадаен запада след нахлуването на арабите през VII век и губи своето значение на търговски и стопански център след основаването на Багдад.

## Разположение
През сасанидския период Мадаен представлява комплекс от няколко населени центъра. Броят им варира от четири до седем, намират се на двата бряга на реката Тигър. Връзката между тях се осъществява чрез плаващи мостове.
На левия бряг е била разположена бившата партска столица Ктесифон, наричана от арабите Стария град. В Ктесифон се намирала царската резиденция, известна като „Белия дворец“. На юг от Ктесифон е бил богатият Аспанбар (на персийски: اسپانبر). Предполага се, че персийското му название е свързано с неговите конюшни. Аспанбар наричат също Новия Ктесифон.
Около 230 г. Ардашир I възстановява Селевкия и основава на западния бряг на Тигър град, който нарича Вих-Ардашир (на персийски: ویه اردشیر). Тук са се намирали резиденцията на екзиларха и катедралната църква на католикоса.
На около 5 км на юг от Аспанбар Хосроу I построява Бех-Антиохе-Хосроу (на персийски: به از اندیو خسرو). Градът е известен с няколко имена, арабите го наричат Ал-Румие (на арабски: الرومية).
Като част от Мадаен се споменават също селищата Кардбандад и Сабат. Сабат е бил на около 5 километра южно от Ардашир.

## История
Територията на Мадаен по различно време и според различни източници включва между четири до седем града.

### Сасанидски период
По време на Сасанидите, Ктесифон, който преди това е бил столицата на партската държава, се развива и се превръща в метрополис. Регионът, включващ освен Ктесифон и селищата от двата бряга на реката Тигър, става известен с названието Градове, на арабски Ал-Мадаен, на арамейски Махозе. Територията му процъфтява и Мадаен става един от най-големите стопански и търговски центрове на Месопотамия.
Процесът започва около 230 г. когато Ардашир I основава в близост до Ктесифон град и възстановява Селевкия. Назовава новия град със своето име – Вих-Ардашир. Гърците го наричат Нова Селевкия, сирийците – Кохе. Около средата на V век течението на Тигър се измества и разделя Вих-Ардашир на две части. Последвалите тежки наводнения и други природни бедствия водят до общ упадък на града през VI век, когато само няколко района продължават да бъдат обитавани.
На източния бряг на реката, южно от Ктесифон, се намирал Аспанбар, наричан от гърците Нов Ктесифон. Градът е бил известен със своето богатство, конюшни и терми. Там се издигала известната царска резиденция Айван-е Кесра (на персийски: ایوان خسرو).
През 495 г., еврейското население на Мадаен, водено от екзиларха Мар-Зутра II, въстава срещу Кобад I и се сдобива с политическа независимост. Тя продължава до 502 г., когато Кобад успява да победи Мар-Зутра II.
По-късно Хосроу I основава в близост до Ктесифон нов град, Бех-Антиохе-Хосроу. Точното му местоположение все още не е установено, но се предполага, че се е намирал югоизточно от Айван-е Кесра. Градът се създава за населението на Антиохия, принудително депортирано през 540 г. Бех-Антиохе-Хосроу се построява по подобие на своя прототип с хиподрум и терми. За изграждането се използват мраморни блокове, докарани от завладените сирийски територии.
През 590 г. Бахрам Чобен от рода Михран превзема за кратко региона. Една година по-късно новият владетел на Персия Хосроу II с помощта на Византийската империя връща Мадаен под свое управление.
През 628 г. Мадаен е поразен от чума. Същевременно той продължава да бъде обект на вътрешните борби между сасанидските кланове.

### Ислямски период
Арабите нахлуват в териториите на Сасанидската империя през 633 г. След победата в битката при Кадисия през 636 г. те нападат Ктесифон и завземат някои части на Мадаен. През 661 г. Мадаен се управлява от наместниците на Омаядския халифат. През 687 г. нападнат е от хариджити, които избиват неговото население. Те завземат Мадаен за кратко време отново през 696 г.
През 750 г. Мадаен става част от Абасидския халифат. Халифът и неговият двор за известно време се настаняват в Ал-Румие, един от градовете на Мадаен. През 755 г. абасидският военоначалник Абу Муслим нарежда разрушаването на Белия дворец в Ктесифон и започва изграждането на новата столица на халифата, Багдад. Основаването му на около 35 km от Ктесифон ускорява западането на Мадаен.
Към IX век Мадаен се превръща в предимно селскостопански център, а около X век това име носи едно малко предградие на Багдад.

## Население и религии
По време на Сасанидите населението на Мадаен е смесено и се състои от арамейци, перси, гърци и асирийци. През този период във Вих-Ардашир живеят предимно заможни евреи, които наричат града Махоза (в превод „градът“). В Бех-Антиохе, първоначално заселен с римски военопленници и депортирано население от Антиохия, в края на VI век има около 30 000 души.
В региона при персийското управление практикуват се няколко религии: християнство, юдаизъм и зороастризъм. Има също така последователи на манихейство, които продължават да живеят на територията на Мадаен и по време на омаядското управление.
След арабското завладяване на Персия част от населението, преди всичко персийци, напуска Мадаен. За известно време там остават последователите на християнството и юдаизма, но и те по-късно се преселват в новопостроения Багдад, където са принудително преместените седалища на екзиларха и католикоса. Около XIII век на територията на Мадаен живеят предимно шиити.